# 格好悪いふられ方
「格好悪いふられ方」（かっこうわるいふられかた）は、大江千里の楽曲である。1991年7月18日に23枚目のシングルとして発売された。

## 概要
TBS系金曜ドラマ『結婚したい男たち』主題歌。大江自身もドラマ第7回に南果歩演じる八木沢舞の兄・八木沢誠役でゲスト出演した。

## 記録
オリコン週間シングルチャートでは、1位の槇原敬之『どんなときも。』とわずか890枚の僅差で、初登場2位を記録。翌週にCHAGE&ASKA『SAY YES』が発売されたものの、3週間3位をキープ。最終的に50万枚以上を売り上げ、大江最大のヒット曲となったが、発売当時は大江のコンサートでは徐々に観客が減少していた時期に当たるため、大江は「一番勢いがあったのは『格好悪いふられ方』のリリース直前（アルバム『APOLLO』発売あたり）」と語っている。

## 収録曲
- 全作詞・作曲：大江千里、編曲：大村雅朗

1. 格好悪いふられ方 (3:58)
TBS 金曜ドラマ『結婚したい男たち』主題歌[2]
2010年のドラマ『モテキ』及びマンガでの使用曲を集めたコンピレーション・アルバム『モテキ的音楽のススメ〜土井亜紀・林田尚子盤〜』[5]、及びドラマの続編となる2011年の映画版『モテキ』に関連したアルバムである『モテキ的音楽のススメ 映画盤』にも収録されている[6]。
2. COWBOY BLUES (4:06)
SUZUKI「カルタス」CM曲

## 収録アルバム
格好悪いふられ方
- HOMME
- Sloppy Joe II（original voice）
- THE LEGEND
- モテキ的音楽のススメ〜土井亜紀・林田尚子盤〜
- GOLDEN☆BEST 大江千里
- Senri Oe Singles
- モテキ的音楽のススメ 映画盤
- Boys & Girls（ピアノ・インストゥルメンタル、初回限定盤付属のボーナス・ディスクに原曲を収録）[7]

COWBOY BLUES
- HOMME
- Senri Oe Singles

## カバー
格好悪いふられ方
- カジヒデキ - 2011年に発売されたオムニバス盤『モテキ的音楽のススメ Covers for MTK Lovers盤』に収録[8]。
- lyrical school - 2016年に本作をサンプリングした「格好悪いふられ方 -リリスクの場合-」を「マジックアワー」との両A面シングルとして発売[9]。